# Gustac (Žut)
Koordinati:   43°52′22″N, 15°20′05″E
Gustac je manjši nenaseljen otoček v skupini Kornatskih otokov v srdenjem delu Jadrana
Gustac leži 0,8 km vzhodno od srednjega dela otoka Žut, pred vhodom v zaliv Hiljača, v katerem je občasno naseljen zaselek Pristanišće. Površina otočka meri 0,198 km². Dolžina njegovega obalnega pasu je 1,78 km. Najvišji vrh otočka je visok 45 mnm